# 克氏旗鱂
克氏旗鱂，為輻鰭魚綱鯉齒目鰕鱂亞目鰕鱂科的其中一種，為熱帶淡水魚，分布於非洲剛果共和國、中非共和國及剛果民主共和國淡水流域，體長可達6公分，棲息在草原生長的溪流淺水域，生活習性不明，可作為觀賞魚。

## 擴展閱讀
維基物種上的相關：克氏旗鱂